# Associazione Calcio Prato 2002-2003
Questa pagina raccoglie le informazioni riguardanti l'Associazione Calcio Prato nelle competizioni ufficiali della stagione 2002-2003.

## Rosa
| N. |                           | Ruolo | Calciatore          |
| -- | ------------------------- | ----- | ------------------- |
|    | Italia (bandiera)         | C     | Simone Basso        |
|    | Rep. del Congo (bandiera) | A     | Christ Bongo        |
|    | Italia (bandiera)         | C     | Marco Bonura        |
|    | Italia (bandiera)         | C     | Yuri Breviario      |
|    | Italia (bandiera)         | P     | Paolo Castelli      |
|    | Italia (bandiera)         | C     | Simone Dallamano    |
|    | Italia (bandiera)         | A     | Massimo De Martin   |
|    | Italia (bandiera)         | C     | Alessandro Diamanti |
|    | Italia (bandiera)         | D     | Salvatore Ferraro   |
|    | Italia (bandiera)         | A     | Lauro Florean       |
|    | Italia (bandiera)         | A     | Mirco Gasparetto    |
|    | Italia (bandiera)         | C     | Marco Gori          |
|    | Italia (bandiera)         | D     | Marco Gorzegno      |
|    | Italia (bandiera)         | D     | Enrico Gutili       |
|    | Italia (bandiera)         | D     | Giuliano Lamma      |
|    | Italia (bandiera)         | D     | Alessandro Lamonica |

| N. |                   | Ruolo | Calciatore           |
| -- | ----------------- | ----- | -------------------- |
|    | Italia (bandiera) | P     | Alessandro Lazzarini |
|    | Italia (bandiera) | A     | Luca Magnani         |
|    | Italia (bandiera) | D     | Matteo Melani        |
|    | Italia (bandiera) | C     | Mario Morfeo (II)    |
|    | Italia (bandiera) | C     | Alessio Nesi         |
|    | Italia (bandiera) | C     | Nicola Padoin        |
|    | Italia (bandiera) | C     | Daniele Perrone      |
|    | Italia (bandiera) | A     | Gianluca Porro       |
|    | Italia (bandiera) | C     | Mattia Rinaldini     |
|    | Italia (bandiera) | C     | Manuel Saccani       |
|    | Italia (bandiera) | P     | Alessio Sarti        |
|    | Italia (bandiera) | C     | Christian Scarlato   |
|    | Italia (bandiera) | C     | Giovanni Serrapica   |
|    | Italia (bandiera) | P     | Paolo Toccafondi     |
|    | Italia (bandiera) | D     | Simone Venturi       |
|    | Italia (bandiera) | D     | Federico Vettori     |

## Risultati

### Campionato

#### Girone di andata
| 1º settembre 2002 1ª giornata | Cittadella | 0 – 2 | Prato |  |

| 8 settembre 2002 2ª giornata | Prato | 1 – 0 | Pistoiese |  |

| 15 settembre 2002 3ª giornata | Prato | 0 – 2 | Pisa |  |

| 22 settembre 2002 4ª giornata | Arezzo | 2 – 2 | Prato |  |

| 29 settembre 2002 5ª giornata | Prato | 1 – 1 | Padova |  |

| 6 ottobre 2002 6ª giornata | Varese | 1 – 1 | Prato |  |

| 13 ottobre 2002 7ª giornata | Prato | 1 – 0 | SPAL |  |

| 20 ottobre 2002 8ª giornata | Lumezzane | 0 – 1 | Prato |  |

| 27 ottobre 2002 9ª giornata | Prato | 0 – 1 | Spezia |  |

| 3 novembre 2002 10ª giornata | Cesena | 3 – 2 | Prato |  |

| 10 novembre 2002 11ª giornata | Prato | 2 – 1 | Treviso |  |

| 17 novembre 2002 12ª giornata | Alzano Virescit | 1 – 3 | Prato |  |

| 24 novembre 2002 13ª giornata | Prato | 1 – 2 | Lucchese |  |

| 1º dicembre 2002 14ª giornata | AlbinoLeffe | 3 – 0 | Prato |  |

| 8 dicembre 2002 15ª giornata | Prato | 2 – 2 | Pro Patria |  |

| 15 dicembre 2002 16ª giornata | Carrarese | 0 – 1 | Prato |  |

| 22 dicembre 2002 17ª giornata | Prato | 2 – 2 | Reggiana |  |

#### Girone di ritorno
| 5 gennaio 2003 18ª giornata | Prato | 1 – 2 | Cittadella |  |

| 12 gennaio 2003 19ª giornata | Pistoiese | 0 – 0 | Prato |  |

| 19 gennaio 2003 20ª giornata | Pisa | 0 – 0 | Prato |  |

| 26 gennaio 2003 21ª giornata | Prato | 2 – 1 | Arezzo |  |

| 2 febbraio 2003 22ª giornata | Padova | 1 – 2 | Prato |  |

| 9 febbraio 2003 23ª giornata | Prato | 0 – 1 | Varese |  |

| 16 febbraio 2003 24ª giornata | SPAL | 3 – 0 | Prato |  |

| 2 marzo 2003 25ª giornata | Prato | 3 – 1 | Lumezzane |  |

| 9 marzo 2003 26ª giornata | Spezia | 1 – 2 | Prato |  |

| 16 marzo 2003 27ª giornata | Prato | 2 – 1 | Cesena |  |

| 23 marzo 2003 28ª giornata | Treviso | 1 – 2 | Prato |  |

| 30 marzo 2003 29ª giornata | Prato | 0 – 0 | Alzano Virescit |  |

| 13 aprile 2003 30ª giornata | Lucchese | 0 – 1 | Prato |  |

| 19 aprile 2003 31ª giornata | Prato | 2 – 1 | AlbinoLeffe |  |

| 27 aprile 2003 32ª giornata | Pro Patria | 2 – 0 | Prato |  |

| 4 maggio 2003 33ª giornata | Prato | 1 – 1 | Carrarese |  |

| 11 maggio 2003 34ª giornata | Reggiana | 2 – 2 | Prato |  |